# Championnats du monde de triathlon longue distance 2004
Les Championnats du monde de triathlon longue distance 2004 présentent les résultats des championnats mondiaux longue distance de triathlon en 2004 organisés par la fédération internationale de triathlon.
Ces 11e championnats se sont déroulés à Säter en Suède le 3 juillet 2004.

## Distances
| Distances course (kilomètres) | Distances course (kilomètres) | Distances course (kilomètres) |
| Natation                      | Vélo                          | Course à pied                 |
| ----------------------------- | ----------------------------- | ----------------------------- |
| 4                             | 120                           | 30                            |

## Résultats

### Homme
| Rang                      | Athlète             | Pays       | Temps           |
| ------------------------- | ------------------- | ---------- | --------------- |
| Médaille d'or, monde      | Torbjørn Sindballe  | Danemark   | 5 h 46 min 14 s |
| Médaille d'argent, monde  | Jonas Colting       | Suède      | 5 h 46 min 57 s |
| Médaille de bronze, monde | Marino Vanhoenacker | Belgique   | 5 h 51 min 10 s |
| 4                         | Xavier Le Floch     | France     | 5 h 51 min 35 s |
| 5                         | Gilles Reboul       | France     | 5 h 53 min 54 s |
| 6                         | Julien Loy          | France     | 5 h 55 min 23 s |
| 7                         | Paul Fritzsche      | États-Unis | 5 h 56 min 43 s |
| 8                         | Patrick Vernay      | France     | 5 h 57 min 03 s |
| 9                         | Bjorn Andersson     | Suède      | 5 h 57 min 19 s |
| 10                        | Mika Luoto          | Finlande   | 5 h 59 min 21 s |

### Femme
| Rang                      | Athlète              | Pays        | Temps           |
| ------------------------- | -------------------- | ----------- | --------------- |
| Médaille d'or, monde      | Tamara Kozulina      | Ukraine     | 6 h 41 min 29 s |
| Médaille d'argent, monde  | Lisbeth Kristensen   | Danemark    | 6 h 42 min 11 s |
| Médaille de bronze, monde | Sione Jongstra       | Pays-Bas    | 6 h 43 min 30 s |
| 4                         | Bella Comerford      | Royaume-Uni | 6 h 44 min 16 s |
| 5                         | Tiina Boman          | Finlande    | 6 h 46 min 44 s |
| 6                         | Sara Gross           | Royaume-Uni | 6 h 50 min 27 s |
| 7                         | Cristina Azanza      | Espagne     | 6 h 53 min 31 s |
| 8                         | Edith Niederfriniger | Italie      | 6 h 56 min 02 s |
| 9                         | Estelle Patou        | France      | 6 h 59 min 53 s |
| 10                        | Eva Nováková         | Tchéquie    | 7 h 00 min 19 s |

## Tableau des médailles
| Rang  | Nation   | Or | Argent | Bronze | Total |
| ----- | -------- | -- | ------ | ------ | ----- |
| 1     | Danemark | 1  | 1      | 0      | 2     |
| 2     | Ukraine  | 1  | 0      | 0      | 1     |
| 3     | Suède    | 0  | 1      | 0      | 1     |
| 4     | Belgique | 0  | 0      | 1      | 1     |
| -     | Pays-Bas | 0  | 0      | 1      | 1     |
| Total | Total    | 2  | 2      | 2      | 6     |